# 雁坂峠
雁坂峠（かりさかとうげ）は、埼玉県秩父市と山梨県山梨市の境にある峠。標高2,082 m（実標高は2,070 m（後述））。奥秩父の山域の主脈の一つであり針ノ木峠、三伏峠と並び、「日本三大峠」に数えられる。

## 概要
かつての、武蔵国の秩父盆地と甲斐国の甲府盆地とを結ぶ峠。「かりさかみち」とも呼称された。現在では、国道140号がほぼ真下を雁坂トンネルで通過する。1998年（平成10年）4月にこのトンネルが開通するまでこの峠を自動車で通行することは出来ず、「開かずの国道」と言われ、峠を越えるハイキングコースが国道140号に指定されていた。「秩父往還」という呼び方のほか、埼玉県側は「彩甲斐街道」、山梨県側は「雁坂みち」とも呼ぶ。彩甲斐街道を少し北上したところに栃本関所跡があり、山梨側にトンネルを出たところすぐに、西沢渓谷がある。
峠の頂上には笹薮の草原が大きく広がり、南側に広い展望が開けている。日本三大峠（飛騨山脈越えの針ノ木峠2,541 m、赤石山脈越えの三伏峠2,580 m、奥秩父主脈越えの雁坂峠）のひとつ。武田信玄の軍事用路「甲斐九筋」の一つ。『日本書紀景行記』に「日本武尊が通った」と記載されている。
多くの地図やガイドブックには標高2,082 mと記されているが、これは参謀本部陸地測量部（現・国土地理院）が作成した地形図を反映したものである。ただし、1973年（昭和48年）の測量以降の地図からは雁坂峠の標高表記が消えており、1970年代に公式には行われなくなっていたとする指摘もある。一方で、2013年（平成25年）に埼玉県の秩父環境管理事務所によって付け替えられた道標では雁坂峠の標高は2,070 mとなっている。これは1959年（昭和34年）の伊勢湾台風による被害で、峠道が現在の低い位置に付け替えられたことを反映したことによるものである。

## 周辺にある小屋
- 雁坂小屋

## 隣接する山
- 破風山
- 雁坂嶺
- 水晶山
- 古礼山
- 燕山
- 笠取山

## 舞台とする作品
小説
- 「雁坂越」（幸田露伴）
- 『木枯し紋次郎／笛が流れた雁坂峠』（笹沢左保、光文社刊「上州新田郡三日月村」所収）